# Leodán Torrealba
Leodán Manuel Torrealba Ramos (26 dicembre 1996) è un triplista venezuelano.

## Biografia
Torrealba debutta internazionalmente vincendo nel 2013 una medaglia d'oro ai Giochi sportivi scolastici centroamericani e caraibici di Armenia. Fa il suo debutto tra i seniores nel 2018, vincendo una medaglia di bronzo ai XI Giochi sudamericani e proseguendo con la partecipazione a Giochi panamericani di Lima nel 2019. Inizia il 2020 con una medaglia d'argento ai Campionati sudamericani indoor in Bolivia nel salto in lungo.

## Palmarès
| Anno | Manifestazione                   | Sede          | Evento         | Risultato | Prestazione | Note |
| ---- | -------------------------------- | ------------- | -------------- | --------- | ----------- | ---- |
| 2015 | Campionati sudamericani juniores | Cuenca        | Salto triplo   | Argento   | 15,14 m     |      |
| 2018 | Giochi sudamericani              | Cochabamba    | Salto in lungo | 5º        | 7,76 m      |      |
| 2018 | Giochi sudamericani              | Cochabamba    | Salto triplo   | Bronzo    | 16,23 m     |      |
| 2018 | Giochi CAC                       | Barranquilla  | Salto triplo   | 9º        | 15,57 m     |      |
| 2019 | Giochi panamericani              | Lima          | Salto triplo   | 7º        | 16,27 m     |      |
| 2020 | Campionati sudamericani indoor   | Cochabamba    | Salto in lungo | Argento   | 7,72 m      |      |
| 2020 | Campionati sudamericani indoor   | Cochabamba    | Salto triplo   | 5º        | 15,97 m     |      |
| 2023 | Campionati sudamericani          | San Paolo     | Salto in lungo | 7º        | 7,35 m      |      |
| 2023 | Campionati sudamericani          | San Paolo     | Salto triplo   | Bronzo    | 16,52 m     |      |
| 2023 | Mondiali                         | Budapest      | Salto triplo   | 10º       | 16,58 m     |      |
| 2023 | Giochi panamericani              | Santiago      | Salto triplo   | 6º        | 16,20 m     |      |
| 2024 | Giochi olimpici                  | Parigi        | Salto triplo   | 29º (q)   | 16,18 m     |      |
| 2025 | Sudamericani                     | Mar del Plata | Salto in lungo | nm        | nm          |      |
| 2025 | Sudamericani                     | Mar del Plata | Salto triplo   | Bronzo    | 16,22 m     |      |